# Dove Cay (Bahamas)
Dove Cay ist eine kleine unbewohnte Insel der Bahamas. Sie liegt westlich einer Landzunge am Nordende der großen Long Island, am Ausgang des Glenton Sound.
Weiter nördlich zieht sich eine weitere Erhebung nach Westen, welche durch die Inseln Hog Cay und Galliot Cay markiert ist.